# Rundsee
Der Rundsee (früher auch Tittersee) ist ein Bergsee im Obergoms im Kanton Wallis in der Schweiz.

## Geographie
Der See liegt auf der Höhe von 2475 m ü. M. drei Kilometer nordwestlich der Ortschaft Obergesteln (1355 m ü. M.). Er hat eine Fläche von etwa drei Hektaren und eine nahezu kreisrunde Form. Im obersten Abschnitt des Chietals sind durch die Wirkung der eiszeitlichen Berggletscher an der Südostflanke des Grossen Sidelhorns Karmulden entstanden, in welchen jetzt der Rundsee und nördlich davon der Lengsee (2498 m ü. M.) liegen. In der nahen Umgebung liegen zwischen Moränen und Bergsturzmaterial noch mehrere kleinere Seelein.
Der Rundsee wird durch kleine Wildbäche gespiesen und hat seinen Abfluss in ein Moorgebiet am Milibach, der zwischen dem Rundsee und dem Lengsee gegen Südosten in das Chietal fliesst und bei Obergesteln in den Rotten mündet. Das Berggebiet heisst Ze Seewe und bildet eine hoch gelegene Alpstufe.
Von Obergesteln aus ist Ze Seewe über einen Bergweg zu erreichen, der die Alpstufen Gadestatt und Gämschfax passiert. Ein Wanderweg vom Grimselpass aus, der «9-Seen-Weg», führt quer zum Berghang von Obergoms zu den hohen Talabschnitten, in welchen östlich und westlich des Chietals noch weitere Bergseen liegen. Die Gestlerlicke (2699 m ü. M.) östlich des Grossen Sidelhorns erlaubt den Übergang, teilweise weglos auf grobem Blockschutt, gegen Norden in das Oberaartal.
Beim Rundsee befinden sich Überreste einer aufgegebenen Suone. 